# Klake (Słowenia)
Kozje – wieś w Słowenii, w gminie Kozje. W 2018 roku liczyła 30 mieszkańców.